# Bulbophyllum calimanianum
Bulbophyllum calimanianum är en orkidéart som beskrevs av Vitorino Paiva Castro och George Francis, Jr. Carr. Bulbophyllum calimanianum ingår i släktet Bulbophyllum och familjen orkidéer. Inga underarter finns listade i Catalogue of Life.